# There'll Be Sad Songs (To Make You Cry)
There'll Be Sad Songs (To Make You Cry) is een nummer van de Britse zanger Billy Ocean uit 1986. Het is de tweede single van zijn zesde studioalbum Love Zone.
Als opvolger van de monsterhit "When the Going Gets Tough, the Tough Get Going", werd ook "There'll Be Sad Songs (To Make You Cry)" in een aantal landen een hit. De ballad haalde de 12e positie in het Verenigd Koninkrijk, en haalde de nummer 1-positie in Amerika. In de Nederlandse Top 40 haalde het nummer de 8e positie, en in de Vlaamse Radio 2 Top 30 kwam het een plekje lager.